# Мич Райдър
Мич Райдър (на английски: Mitch Ryder; роден като Уилям С. Ливайз-младши на 26 февруари 1945 г. в Хамтрамк, Мичиган) е американски рок певец.

## Младост
Мич Райдър свири ритъм енд блус в групата The Tempest като студент. На 17 той записва сингъла That's What It's Going To Be/Fool For You на малкия детройтски лейбъл Carrie и действа като фронтмен на чернокожо вокално трио, наречено Peps.

## Кариера
През 1962 г. създава собствена група Billy Lee & The Rivieras. През 1965 г. групата, която наскоро се е преместила в Ню Йорк от Детройт, променя името си на Mitch Ryder & The Detroit Wheels по съвет на техния мениджър Боб Крю. Причината за това е конфликт с името с друга група, която също се нарича The Rivieras и която има на пазара сингъла California Sun.
Mitch Ryder & The Detroit Wheels формират музикалния мост между Detroit Motown soul, пуристичния соул в стила на Джеймс Браун и енергичния рокендрол от 50-те години на XX век, разработен по-късно от артисти като MC5, Гранд Фънк Рейлроуд, Тед Нюджънт и Боб Сегър.
Със състав Мич Райдър, дуета Джим Маккарти & Джо Куберт (китари), Ърл Елиът (бас) и Джони „Бий“ Баданек (барабани), те постигат първия си хит през 1965 г. със сингъла Jenny Take A Ride!. Това е последвано от CC Rider, Jenny, Jenny, Little Latin Lupe Lu, смесица от Devil with a Blue Dress On и Good Golly Miss Molly, Sock It to Me-Baby! и накрая още една смесица от Too Many Fishes in the Sea  и Three Little Fishes.
През 1967 г. Мич Райдър също започва солова кариера по съвет на Боб Крю. Неговите изпълнения в Лас Вегас, с биг бенд в съпровод, са комерсиално неуспешни. Преди да се върне в Детройт, той записва в Мемфис с Booker T. & the MG's и Memphis Horns. След интерлюдия със соул групата Liberty, Райдър свири с краткотрайната супергрупа Detroit - състояща се от Стив Хънтър (китара), Рон Кук (бас), Брет Тугъл (китара), Хари Филипс (клавишни), „Мръсният“ Ед (перкусии) и от Detroit Wheels - барабанистът Джони „Бий“ Баданек и издават албум и три сингъла за лейбъла Paramount Records през 1971 г.
Разочарован, Райдър обръща гръб на музикалния бизнес за пет години и се мести в Денвър. После се връща обратно в Детройт и подписва договор с Line Records в Хамбург и издава албуми, които привличат вниманието, особено в Европа.
Той става известен на широка европейска публика чрез изпълнението си на Full Moon на петата вечер на WDR Rockpalast в Grugahalle Essen през октомври 1979 г., когато, очевидно пиян, се появява за първи път с групата си и след това в интервю на живо с модератора Алън Бретон и накрая с публиката. Концертът завършва с нажежена атмосфера. Алън Банг описва следващото изпълнение на Райдър като „едно от най-добрите изпълнения, които някога е преживявал...“
През 1983 г. Райдър се завръща на американската рок сцена с албума Never Kick A Sleeping Dog, продуциран от Little Bastard (псевдоним на Джон Кугър Меленкамп). С кавър версията на Prince When You Were Mine от албума му Dirty Mind той се завръща, но в по-ниските части на американските класации (#87 Billboard).

## След 2000
След началото на новото хилядолетие Мич Райдър става популярен предимно в Европа, особено в Германия. Подгряващата му група в Европа е немската група Engerling, с която той прави спорадични турнета от 1994 г. насам и всяка година от януари до март от 2002 г. Групата участва и в CD продукциите Rite of Passage (1994), The Old Man Springs A Boner (2003), A Dark Caucasian Blue (2004) и The Acquitted Idiot (2006).
Неговата творба You Deserve My Art е издадена през 2008 г., записана също с Енгерлинг в края на 2007 г. Мич Райдър посвещава концерта през февруари 2008 г. в Kesselhaus в Kulturbrauerei в Берлин на сестра си, която почива един час преди началото на шоуто.
Поради короната той не успява да издаде студийния си албум Georgia Drift, който е продуциран през 2021 г., през 2022 г., но излиза едва в началото на 2023 г. Турнето, планирано за 2022 г., също е отложено за 2023 г.